# غریب (فیلم ۱۳۵۲)
غریب فیلمی ایرانی به کارگردانی غلامرضا سرکوب و نویسندگی یوسف ایروانی ساختهٔ سال ۱۳۵۲ است.

## خلاصه داستان
دو برادر: تقی قصاب (بهمن مفید) و رضا (غلامرضا سرکوب) از کودکی از هم جدا افتاده‌اند. رضا با حسن (حسن رضیانی) و محمد (محمد بانکی) گردنکش محل شده‌اند، و تقی که با مادرش (ژاله علو) زندگی می‌کند با دوستش اسمال (مرتضی عقیلی) به مستمندان کمک می‌کنند. تقی به رقاصه ای به نام عشرت شیرازی (لیدا دانشور) دل می‌بندد؛ و به رغم مخالفت مادرش درصدد است که او را از راهش بازدارد و به عقد خود درآورد؛ اما رضا و نوچه‌هایش که از عشرت سفته دارند رو در روی آنها قرار می‌گیرند و مانع ازدواج آن دو می‌شوند. تقی برای به دست آوردن سفته‌ها شصت هزار تومان قرض می‌گیرد؛ اما رضا و نوچه‌هایش پول را می‌ربایند. تقی برای بازپس گرفتن پول‌ها با آنها درگیر می‌شود. اسمال زخمی می‌شود و رضا به دست یکی از نوچه‌هایش از پا در می‌آید. مادر تقی رضا را قبل از مرگ می‌بیند و درمی یابد که او فرزند گم شده اش است. حسن و محمد توسط مأموران پلیس گرفتار می‌شوند.

## بازیگران
- بهمن مفید
- مرتضی عقیلی
- لیدا دانشور
- محمد بانکی
- غلامرضا سرکوب
- حسن رضیانی
- ژاله علو
- غلامحسین سرکوب
- زهره جلیلوند
- سهیلا رفیعی
- سهیلا غفاری
- تورج صدری
- حسن مهرنوش
- فرزاد سرکوب
- مهرداد نظری